# 672

## Починали
- 27 януари – Виталиан, римски папа